# Dřevovláknitá deska
Dřevovláknitá deska (DVD) je velkoplošný materiál vyrobený na bázi dřeva. Vyrábí se z vláken dřeva nebo jiných lignocelulózových materiálů. Soudržnost je dána uspořádáním vláken a jejich inherentními a adhezními vlastnostmi. Pro zvýšení pevnosti, odolnosti vůči vlhkosti, ohni, hmyzu, hnilobě nebo pro zdokonalení jiných vlastností je možné v průběhu výroby přidávat pojiva a jiné komponenty. Tato definice se vztahuje na výrobu mokrým způsobem. Mokrým výrobním procesem se vyrábí měkká dřevovláknitá deska (hobra) určena k izolaci stěn.
Dřevovláknitá deska je aglomerovaný materiál vyrobený z dřevních vláken s přídavkem lepidla a aditiv zlepšujících vlastnosti desky. K lepení se používá částečně i lepicí schopnost ligninu. Lignin má termoplastické schopnosti, tzn. zvýšenou teplotou změkne a přeskládáním vláken se opět slepí v nové formě.

## Klasifikace

### Podle hustoty materiálu
- 150–550 kg/m³ ULDF – ultra lehké vláknité desky
- 550–650 kg/m³ LDF – lehké vláknité desky
- 350–800 kg/m³ MDF – polotvrdé (středně zhuštěné) vláknité desky
- >800 kg/m³ HDF – vysoce zhuštěné vláknité desky

#### Vláknité desky lisované
- Polotvrdé (MDF) 480–850 kg/m³ (1,2 Mpa lisovací tlak)
- Tvrdé (DVD – Sololit, Sololak) 850–1100 kg/m³ (5 Mpa lisovací tlak)
- Zvlášť tvrdé DVD 1100–1300 kg/m³

#### Vláknité desky sušené
- Izolační (DVI) 250–400 kg/m³

### Podle způsobu výroby
1. Mokrá cesta – vlákna jsou při výrobě celou dobu až po lisování ve vodě
2. Suchá cesta – při výrobě vlákna se využívá voda, pak se vlákno suší a za pomocí syntetických lepidel se vyrábí DVD (stejně jako DTD) deska oboustranně hladká.

## Měkké dřevovláknité desky
Měkké dřevovláknité desky jsou desky, jejichž hustota je nižší než 400 kg/m³. V současné době jsou nejčastěji vyráběny s hmotností kolem 250 kg/m³. Dřevní vlákna jsou v nich málo slisována a proto desky lze použít pouze jako výplňový nebo izolační materiál připevněný k nosné konstrukci.
Izolace z dřevovláknitých desek má dobré akustické vlastnosti a je difúzně otevřená. Tato izolace je schopná zajistit teplotní fázový posun až 16 hodin. 

## MDF polotvrdé dřevovláknité desky
MDF (Medium Density Fiberboard) jsou vláknité desky se střední hustotou od 350 do 850 kg/m³.
Vyznačují se stejnorodou strukturou slisovaných vláken v celém svém průřezu. Jsou vyráběny převážně jako jednovrstvé, ale mohou být i vícevrstvé. Užívají se především v nábytkářském průmyslu.

## HDF tvrdé dřevovláknité desky
HDF (High Density Fibreboard) jsou vláknité desky s vysokou (high) hustotou (více než 850 kg/m³). Desky se užívají především v nábytkářském průmyslu (záda skříní, dna zásuvek).

### HDF vyráběné mokrou cestou
Vyrábí se z jehličnatého dřeva pro zvýšení odolnosti proti vlhkosti se k vláknům přidává parafín (vosk), někdy se pro zvýšení pevnosti v ohybu také užívá močovinoformaldehydové (UF) lepidlo. Používají se místo překližek. Pro desky je charakteristické, že z jedné strany mají vylisované síto.

### HDF vyráběné suchou cestou
Vyrábí se z listnatého dřeva (BK), částečně se přidává také jehličnaté. K vláknům se přidává fenolformaldehydové (PF) lepidlo a parafín. Tyto desky jsou oboustranně hladké.

## WPC
WPC (Wood Plastic Composite) jsou kompozitní materiály vyráběné ze dřevních vláken, prachových pilin a polymeru. Optimální poměr dřeva a polymeru bývá kolem 2/3 dřeva a 1/3 polymeru. Používají se tam, kde jsou obtížné povětrnostní vlivy (podlahy teras, balkony)